# Smithville (Géorgie)
Pour les articles homonymes, voir Smithville.
Smithville est une ville du Comté de Lee dans l'État de Géorgie aux États-Unis.

## Démographie
| 1880 | 1900 | 1910 | 1920 | 1930 | 1940 |
| ---- | ---- | ---- | ---- | ---- | ---- |
| 320  | 597  | 574  | 761  | 777  | 619  |

| 1950 | 1960 | 1970 | 1980 | 1990 | 2000 |
| ---- | ---- | ---- | ---- | ---- | ---- |
| 676  | 732  | 713  | 867  | 804  | 774  |

| 2010 | - | - | - | - | - |
| ---- | - | - | - | - | - |
| 575  | - | - | - | - | - |